# Love Yourself 转 'Tear'
《Love Yourself 轉 'Tear'》（風格化為LOVE YOURSELF 轉 'Tear'）是韓國男子音樂組合防彈少年團的第三張韓語正規專輯，由所屬經紀公司Big Hit娛樂策劃並執行專輯的製作，交由iRiver發行於2018年5月18日。
作為他們在2017年下半年到2018年為止呈現給大眾的新主題「Love Yourself」系列的第二張音樂作品不同於2017年發表的《Love Yourself 承 'Her'》展現出面對愛戀時的緊張和心動，《Love Yourself 轉 'Tear'》將講述少年在面對離別時的心痛。而包含主打歌〈Fake Love〉在內，隊長RM全程參與了此張專輯共11首歌曲的詞曲創作。專輯獲得了樂評人的普遍好評，部分讚賞它的風格跨度和所形成的凝聚力。
發行後根據尼爾森音樂統計，以釋出的第一個星期內在美國的銷量共13.5萬份專輯等價單位空降《告示牌》二百大專輯排行榜一位，成為韓國流行音樂歷史上第一張二百大專輯榜冠軍專輯。韓國方面則是Gaon音樂榜開始追蹤銷量起最暢銷的專輯，在本土的銷售超過了160萬張。

## 發行
2018年4月17日，所屬經紀公司Big Hit娛樂在防彈少年團其社交網絡與官方網站上公布了即將發行的新專輯名稱為《Love Yourself 轉 'Tear'》及版本、構成...等發行指南，同時宣布專輯將於5月18日以四種不同版本正式販售，4月18日至5月17日開放預購，並會繼2017年發行的迷你專輯《Love Yourself 承 'Her'》成為韓國業界首次在美國最大的跨國電子商務企業亞馬遜正式流通的唱片，這張專輯也將同樣在亞馬遜進行預購銷售。另外，除了實體專輯與音源主要交由iRiver唱片公司發行之外，美國哥倫比亞唱片也發佈了告示，表示會在6月12日以當代流行電台的格式於美國獨立發行這張專輯的主打曲〈Fake Love〉。
2018年5月17日，專輯在預定官方發行前一日在海外提早外流，從5月17日起有不少海外歌迷在網路上公開防彈少年團的新專認證照，但《Love Yourself 轉 'Tear'》的正式發售時間是5月18日下午6時，Big Hit娛樂在得知此事件後先是表示「對相關事件並不知情，將確認詳情後，發表立場」，而後掌握到海外歌迷們提前收到的新專是從美國亞馬遜平臺上購買的，該娛樂公司隨即發佈官方聲明，聲稱此次流出事件是由於亞馬遜的失誤配送導致專輯提前流出。

## 背景及預告
在宣佈防彈少年團將以《Love Yourself 轉 'Tear'》回歸樂壇前，Big Hit娛樂在2018年4月6日於影音分享網站發佈名為《Euphoria：Theme of Love Yourself 起 'Wonder'》的影片，這是防彈少年團於2017年發行迷你專輯《Love Yourself 承 'Her'》後的「Love Yourself」的另一篇章「起」篇。
公開的影片長約九分鐘，包含了一首由RM、房時爀、Candace Nicole Sosa、DJ Swivel、梅蘭妮·豐塔納、Supreme Boi與Adora製作的新單曲《Euphoria》被設定為這部影片的背景音樂，由Jung Kook獨唱，這首單曲後來被收錄在《Love Yourself 結 'Answer'》合輯中。影片中以2015年公開的「花樣年華（青春二部曲）」系列前導影片《花樣年華 on stage：prologue》和專輯《花樣年華 pt.1》、《花樣年華 pt.2》中出現的V跳海、RM點燃鈔票放火、Jung Kook出車禍、V弒父等場景作為起始畫面，接著藉由一連串如電影般的故事劇情，提高了觀眾的投入度。
影片發佈後，Big Hit娛樂表示《Euphoria：Theme of Love Yourself 起 'Wonder'》是「Love Yourself」系列的起點，也是與過往系列的交會點，同時說道防彈少年團的每個系列都是處於同一條延長線上的成長故事，而「起」篇只以影像呈現，不會另外發行專輯。隨後，其經紀公司在4月17日正式宣佈防彈少年團將於5月18日發行正規專輯《Love Yourself 轉 'Tear'》，並陸續公開概念照、預告片、曲目表。

## 專輯概念
防彈少年團是透過以往系列作品中的故事，引發歌迷共鳴、共同成長的團體，透過具有連貫性的專輯，緊密結合了每一張作品，也累積了許多歌迷。而這次的作品同樣也是先前作品的延續，並透過這張專輯坦率地陳述了自身的煩惱與故事。
在此前公開的「Love Yourself」系列的專輯《Love Yourself 承 'Her'》與影像《Love Yourself 起 'Wonder'》表現了愛情的悸動、緊張感，但《Love Yourself 轉 'Tear'》將會講述面對離別的少年們的痛苦，整體曲風則以嘻哈音樂、謠曲、電子樂、节奏布鲁斯、靈魂樂風格為主軸。
早些時候，防彈少年團坦率的談論心理健康的議題，並且告訴《告示牌》雜誌「這個世界上，每個人都是難過且孤獨的」包括他們也是。談及這次發行的新專輯，在與《ET》的採訪中，隊長RM說道「這次的主題是關於誠實和愛」並指出「有時候我們會在一些狀況中難以前行，這是因為愛和人生並不是童話故事」，「我們總有黑暗面，因此我們想探討愛情的黑暗面」。藉由《Love Yourself 轉 'Tear'》來描述戴著面具的苦澀愛情的終結，以及離別的悲傷與失落感。
而專輯的封面、版本及配置細節，據Big Hit娛樂發布的告示中，這張專輯延續了《Love Yourself 承 'Her'》的風格，封面以黑白為主色調，並會推出「Y」、「O」、「U」和「R」共四款的發行版本，四款版本均分別收錄CD、1本104頁寫真書、1本20頁的「花樣年華The Notes」迷你書、每版7款隨機封入1款的照片卡共28款、首批限定特別小卡1款、1款站立照片和1份初回限定海報。而根據版本的不同，內容也有些許不一樣。

## 創作
在李濟恩著作的書本《BTS藝術革命：防彈少年團與德勒茲相遇了》（BTS 예술혁명: 방탄소년단과 들뢰즈가 만나다）中分析道披頭四樂隊的音樂在1960年代流入了苏联的「铁幕」，傳遞了對自由的渴望並為該政權和冷戰的結束作出了貢獻，而可以看出防彈少年團現今有著類似的脈絡依據，並指出他們所創作的音樂歌詞中含有意義的社會訊息，在引起歌迷的同感方面起了非常大的作用。美國媒體也承認，這些歌詞所傳達的訊息有很大的力量，可以滲透到曾被認為是堅不可摧的美國音樂市場。書本中也說道競爭劇烈、缺乏就業機會、財富不均以及因此產生對生活的焦慮和沮喪，從來不僅僅只是韓國國內的問題，而是一種全球性的現象。防彈少年團通過歌詞中這一類的社會批評訊息，引發了全球以及美國歌迷的共鳴。而在這張專輯中也不例外的透過歌曲傳達了此一訊息。
此外，隨著防彈少年團的逐漸成長，他們也與越來越多海外音樂製作人合作。他們的跨海合作在2016年迎來一波高峰，從《Wings》邀請了包括克里斯托弗·「狡猾」·斯圖爾特與東尼·埃斯特利，再到《Love Yourself 承 'Her'》邀請了美國嘻哈主流代表人之一的混音工程師賈伊塞·約書亞、老菸槍雙人組的成員安德魯·塔加特。《Love Yourself 轉 'Tear'》則是目前為止收入美、英作曲家作品比例最高的一張專輯，全部11首歌當中，就有7首外籍作曲家參與。對於這樣的合作，其中一位參與製作的音樂人DJ Swivel說道「我想防彈少年團與來自美國市場的作曲家、製作人、混音師合作，是他們行銷全球的策略之一」。

## 詞曲
專輯的序曲〈Intro：Singularity〉由RM及曾參與喬哈·史密斯《Project 11》專輯製作的英國製作人Charlie J. Perry一同創作，提高歌曲的完成度，這是一首以新靈魂樂為基礎的节奏布鲁斯體裁歌曲，完整呈現了V特有的中低音歌唱魅力。RM將察覺到自己為了得到愛，而扮演虛假的自己瞬間，比喻為湖面的裂痕。

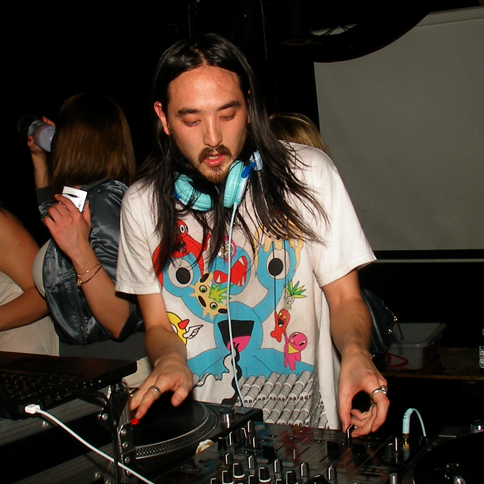
美國DJ史蒂夫·青木與防彈少年團二度合作。

設定為這張專輯的主打歌〈Fake Love〉結合油漬搖滾的吉他旋律，並融入時下流行的陷阱音樂，是一首散發古怪憂鬱氣息的情绪嘻哈歌曲，描述的是本以為是命運的愛情，但卻發現這一切都是一場謊言的內容。〈無法傳遞的真心〉是專輯的第三首歌曲，由美國唱片騎師史蒂夫·青木參與創作並擔任監製，揭示了他們繼〈Mic Drop〉混音版本後的第二次合作，而這首歌曲同時也是繼正規二輯《Wings》收錄曲〈Lost〉、迷你五輯《Love Yourself 承 'Her'》收錄曲〈酒窩〉之後，由歌唱組Jin、Jimin、V、Jung Kook詮釋的流行情歌。
以防彈少年團特有的復古風格作為特色的〈134340〉結合了浩室節奏與90年代的嘻哈風格。為這首歌的旋律提供了幫助的愛爾蘭唱作人奧蘭·加特蘭在《滾石雜誌》的採訪中說道「他們正在嘗試超越過去流行樂曾嘗試的，在音樂上非常地有抱負」。從曲風上講，〈134340〉的樂器伴奏包含長笛段落與靈活的電貝斯，被認為是會讓人不禁聯想到70年代放克音樂的冒險派，對此奧蘭·加特蘭補充道「防彈少年團做了大膽的嘗試，你不會在這個級別的流行樂聽到這種樂器伴奏」。而歌曲的含意是以曾經被視為太陽系中第九大行星，後來又失去了行星的地位，成為小行星134340的冥王星，藉此比喻離別的瞬間。由SUGA在新年問候中告訴歌迷的「沒有夢想也沒關係」這句話衍伸而來的〈樂園〉是代表這張專輯傳遞社會訊息的歌曲，由曾經和碧昂絲、瑪丹娜、凱莉·米洛、杜娃·黎波、迪波洛、莎拉·拉尔森等人合作過的英國創作歌手MNEK，以及製作人Lophiile創作的作品，用來描述在沒有終點，只有不斷競爭的社會、要大家懷抱夢想，卻又逼迫大家競爭的現實，人生是一場馬拉松，但每天卻又要像短跑選手依樣拼命奔馳，防彈少年團稱希望能藉由這首歌，為那些對這些話感到疲憊的人帶來一些慰藉。
結合90年代节奏布鲁斯與現代陷阱音樂風格的〈Love Maze〉請來了為老菸槍雙人組製作和混音大部分歌曲的DJ Swivel參與。防彈少年團描述道「愛情是錯綜複雜的關係與選擇構成的迷宮，而最後要到達的地方就是迷宮的出口」，並說道「唯有尋找著彼此、相信彼此才能找到出口」，這首歌代表了他們希望能和始終如一愛著他們的A.R.M.Y（官方歌迷名稱）互相信賴，不要在這迷宮中走散的心意。團員參與度提升這一點，也是相當受到矚目的，第七首歌曲〈Magic Shop〉成員Jung Kook參與了製作，以RM在演唱會上提到過「如果是找到我們、發現我們的各位，應該能做到的」這樣的話為啟發而撰寫而成的歌曲是寫給歌迷的歌。內容描述的是為了逃避難以面對的現實，而發現了一條通往魔法商店的秘密通道，開啟那扇門走進，遇見了防彈少年團。團員們身為魔法商店的主人，向帶著恐懼前來的客人（歌迷們），講述自己的真實經歷，藉以撫慰歌迷。

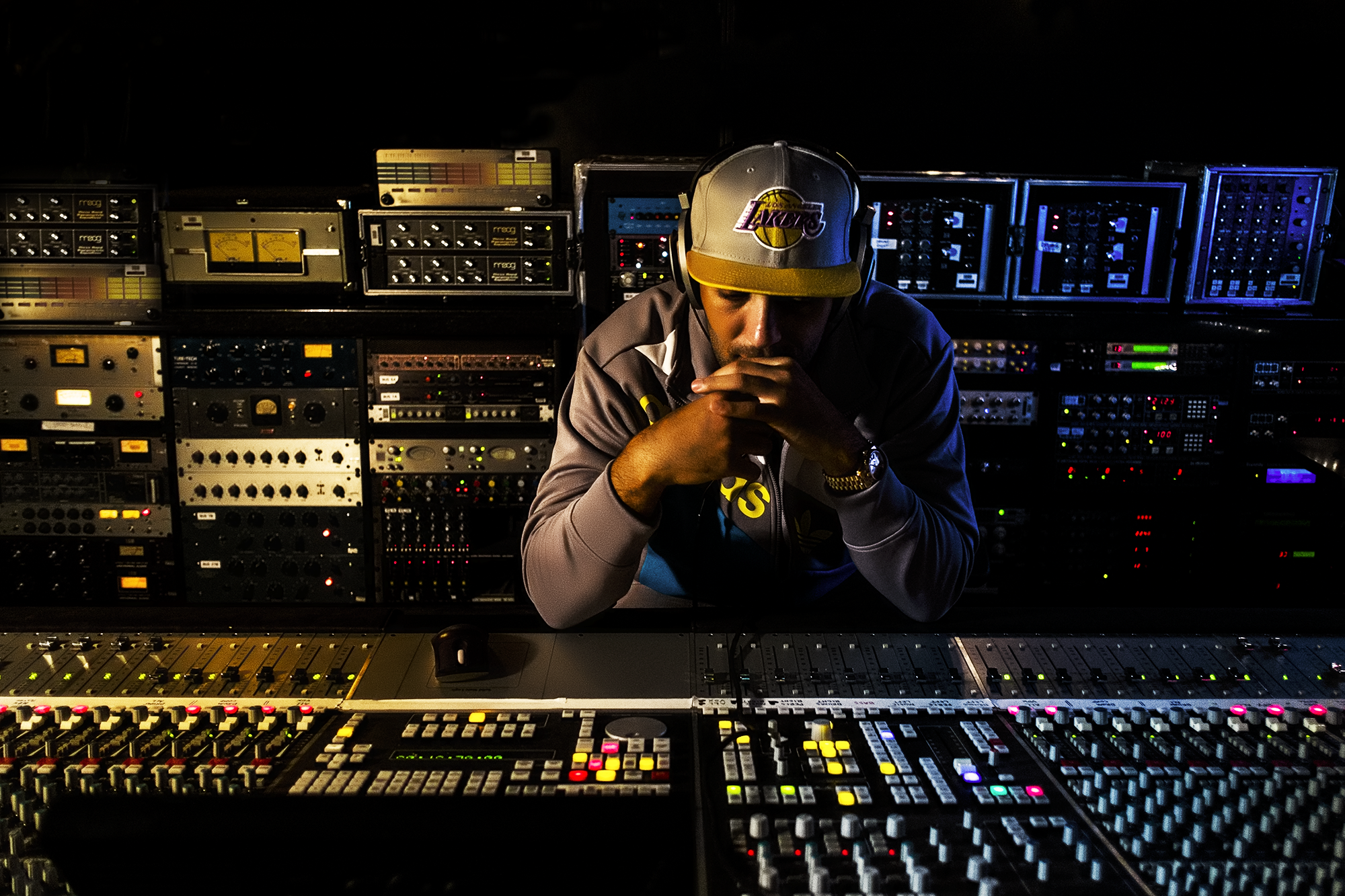
混音工程師賈伊塞·約書亞參與製作〈Airplane pt.2〉。

第八首歌曲〈Airplane pt.2〉是j-hope於2018年3月2日發行的混音專輯《Hope World》收錄歌曲〈Airplane〉的續作，完整描述成員們透過世界巡迴演唱會穿梭於全世界，在飛機上、飯店裡所產生的真實感受，接續了〈Mic Drop〉帶給人們屬於防彈少年團的風格，這首歌曲主要傳達「無論爬到多高的地方，最後對我們來說最重要的，依然是年輕時我們曾經夢想的音樂」。歌曲請來曾為卡蜜拉·卡貝羅掀起全球流行的拉丁流行歌曲〈哈瓦那 (卡蜜拉·卡貝優歌曲)〉、為DJ蛇王創作〈就是愛你〉的製作人艾麗·坦波西作曲，並由為路易斯·馮西、洋基老爹的〈慢慢來〉混音的混音工程師賈伊塞·約書亞參與製作。
專輯中也收錄了防彈少年團以世界上最弱小的英雄「麵包超人」為題材所創作的〈Anpanman〉，暗喻他們用音樂與表演帶給人們希望與能量的渴望，以及追求前衛浩室風格的電子舞曲〈So What〉，講述防彈少年團對於活動過程中感受到的煩惱和擔憂，以此歌曲表達「我們還年輕，要把那些煩惱與擔憂說出口，才能往前邁進」。
作為《Love Yourself 轉 'Tear'》的尾曲〈Outro：Tear〉取樣自第一位入圍美國艾美獎的韓國作曲家慎明秀創作的《LOVE YOURSELF Highlight Reel「轉」》的主題音樂，由RM、SUGA、j-hope三位饒舌組的成員詮釋，運用了「眼淚」與「撕碎」（心碎帶來傷痕）的雙重意義，描述離別的痛楚。是由正規二輯《Wings》中為Jimin製作個人曲〈Lie〉的Docskim，再次為防彈少年團打造的作品。

## 樂評
| 綜合得分      | 綜合得分 |
| 來源          | 評分     |
| ------------- | -------- |
|               | 74/100   |
| 評論得分      |          |
| 來源          | 評分     |
| AllMusic      | [ 26 ]   |
| 《衛報》      | [ 27 ]   |
| 《IZM》       | [ 28 ]   |
| 《Pitchfork》 | 7.1/10   |
| 《滾石》      | [ 30 ]   |
| 《Spin》      | 8/10     |
| 《405》       | 7/10     |

《Love Yourself 轉 'Tear'》獲得了樂評家的普遍好評。專輯在以主流樂評為基礎給出滿分為100的標準分數的Metacritic，獲得了74的平均分，代表「普遍好評」。AllMusic的尼爾·Z·楊給予專輯四顆星（滿分五顆），認爲「（它）極具時尚和充滿渴望，《Love Yourself 轉 'Tear'》將防彈少年團處於一個完美和清晰的高峰，其自身的凝聚力足以讓人感覺它是在一個特定時期所構思，而不是像他們以往作品般隨意拼凑在一起」。《Spin》的布蘭卡·門德斯認爲「雖然這系列的第一部分的風格跨度看起來不穩定和沒條理，但是《Love Yourself 轉 'Tear'》的風格聽起來就像這群傢伙只是玩的很開心」。《Pitchfork》的謝爾頓·皮爾斯認爲它「（的）公式就是一張揮灑自如、主題大致關於愛與失去的專輯，而比以往更注重饒舌部分」，以及「《Love Yourself 轉 'Tear'》主要注重形成凝聚力，並在過程中創作出有趣、燦爛的歌曲」。《405》的傑絲·劉覺得「《Love Yourself 轉 'Tear'》公平展示了每位成員的個人特性，並對於更廣泛且吹毛求疵的全球聽衆來説，這就像是一個組織良好的自我介紹」。《滾石》的伊萊亞斯·雷艾特認爲「防彈少年團的《Love Yourself 轉 'Tear'》是有著氣派風格的韓國流行音樂」，並覺得「縱觀整張專輯，防彈少年團的團員以旋律上的真誠來打動人心，以花腔來全情投入地演唱，饒舌的基調展示了他們的努力和壓力，彷佛在乎自己變成過時產物」。《告示牌》的凱特琳·凱利稱這張專輯為「其中一張最關於凝聚力和音域多變的專輯，而最大限度的製作在講述空虛的歌詞中爆發」。
《南華早報》的克里斯特爾·戴說：「這團體還名爲防彈少年團，卻在《Love Yourself 转 'Tear'》上透露道他們不再是少年，而是擁抱像一種真實黑暗般的成熟聲音。」Fuse的傑夫·本傑明指出道，「專輯發行所作的鋪墊可看出防彈少年團稍微轉移了對於韓國明星行爲的期望，而其音樂本身使他們遠離任何輕蔑的男團或者流行明星的標籤」。韓國先驅報的洪儋楊透露道，「防彈少年團一直專注于與聽衆聯繫，並使用成員的故事作爲影響力。而這個團體在新專輯《Love Yourself 转 'Tear'》中并沒有脫離這點」，且認爲「在音樂方面，專輯中整整11首歌曲都表現可嘉，因爲它可以從硬核嘻哈和拉丁嘻哈到流行謠曲之間無縫交換。不像團體以往刻意社交化的嘻哈作品，《Love Yourself 轉 'Tear'》被黑暗曲調和愛情的複雜情感所取締」，並補充道「專輯取得爆炸性成功背後的關鍵因素，並不單單其音樂上的萬用和奢侈性，還在於其首要的信息：真心要緊就是傳遞出的信息能夠觸動聽衆心靈」。
《衛報》的亞歷克西斯·彼得里迪斯給予專輯褒貶不一的評價。他認爲「從好的方面來說，他們對於謠曲十分拿手，並帶有喘息聲的强烈力度來演出，的確令人動容和有力……」，但是「有一些東西你很難嘗試在腦中迴響第二次：通常左耳進右耳出，根本無法有跡可循。這并不是它過於纏綿，而是韓國流行中經常被控告的事情。這很平常」。彼得里迪斯還指出「防彈少年團創造出的奇跡似乎比它音樂的焦點有趣，雖然《Love Yourself 轉 'Tear'》當然足以保持這種現象順利進行」。

## 音樂錄影帶
Big Hit娛樂為這張專輯共構想了兩部音樂影片，由長期合作的韓國音樂錄影帶製作公司Lumpens的YongSeok Choi導演所執導拍攝。專輯序曲〈Intro：Singularity〉作為預告音樂影片發佈於2018年5月7日，該影片由V作為主角獨自登場。影片中V在密閉的空間裡遊走於黑暗和光明之間，並且在佈滿彩色蠟筆色花朵的黑暗房間裡，迎接逐漸炙曬而來的陽光，而其中一幕以黑暗為背景的畫面中，與白色面具一起登場並協調結合的節制編舞，隱喻為了得到愛而飾演虛假的自己。影像中多次出現碎裂的冰層，意味著頓悟到虛假的自己而打破謊言的瞬間。
而主打曲〈Fake Love〉音樂錄影帶在5月18日發佈，其延伸版本則在6月2日公開。〈Fake Love〉的錄影帶以帶有感覺且幹練的影像美為特點，結合旋律、聲音以及整齊劃一的舞蹈，七名成員各自用不同的方式演繹出離別的感性。

## 宣傳

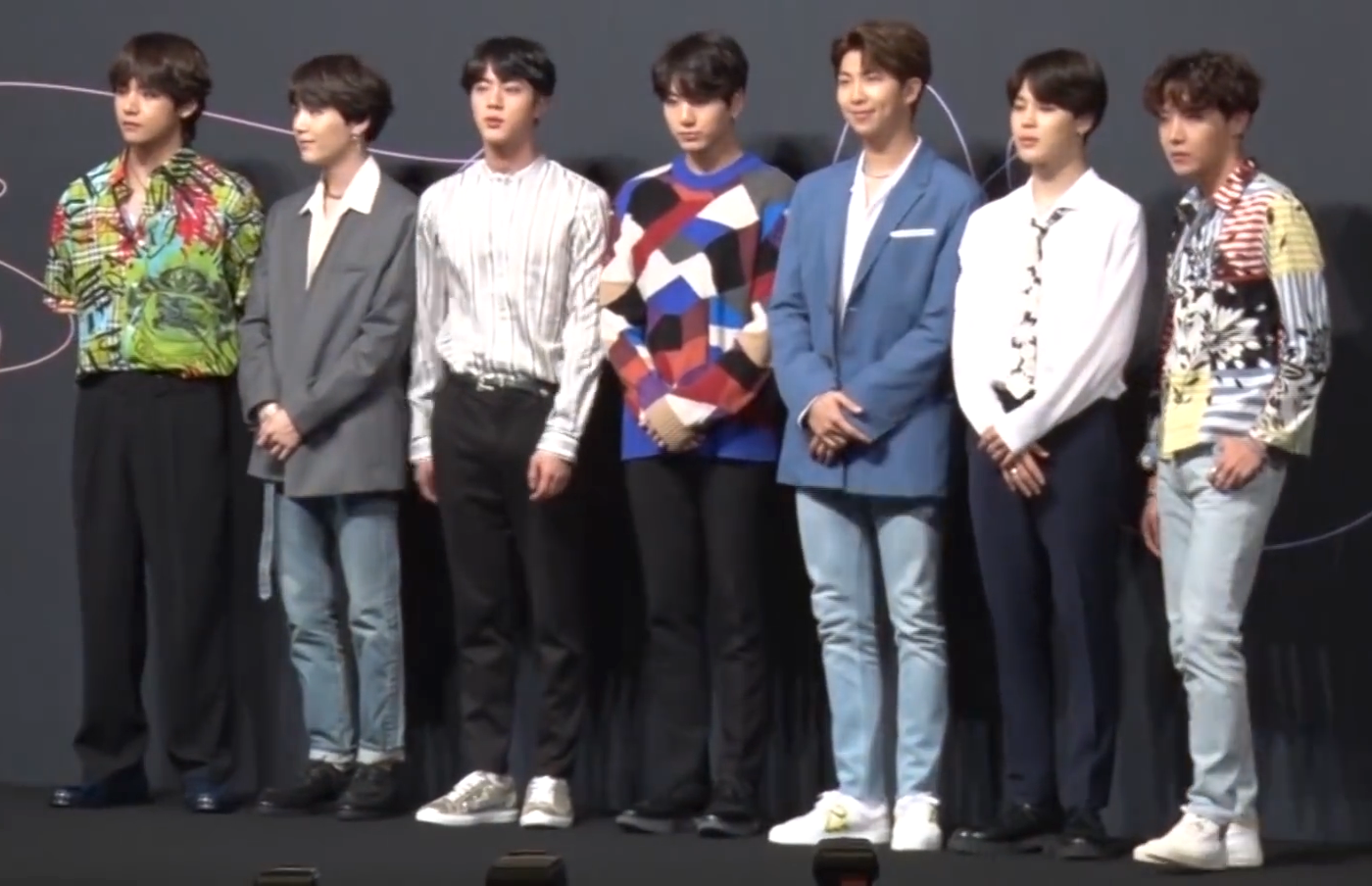
攝於2018年5月24日，防彈少年團出席首爾中區樂天飯店舉行的《Love Yourself 轉 'Tear'》記者會。

在所屬經紀公司Big Hit娛樂、美國《告示牌》先後發佈防彈少年團將發行新專輯回歸以及二度入圍《告示牌音樂獎》最佳社群媒體藝人獎項後，隨後《告示牌》通過社群網站Twitter宣佈他們不僅會出席此屆的頒獎典禮，也會登上舞臺為歌迷們獻上最新歌曲的首場表演，這讓防彈少年團成為第一位在《告示牌音樂獎》登臺表演的韓國歌手，多家媒體也將其稱之為「世界級的回歸舞臺」作為報導的標題。另外這次的美國行也會在NBC環球的電視脫口秀節目《艾倫·狄珍妮秀》上進行宣傳，這標誌著他們繼2017年11月後時隔約半年再次於該節目中亮相。
而除了陸續釋出訪美宣傳行程之外，Big Hit娛樂也順勢在2018年4月27日宣佈防彈少年團將於2018年8月底啟動愛自己世界巡迴演唱會（BTS World Tour：Love Yourself）以宣傳「Love Yourself」系列專輯，並陸續公佈巡演場次，這場巡迴演唱會於2018年8月25日在韓國首爾奧林匹克主競技場首演，並暫定於2019年4月6日在泰國曼谷結束，總計41場，涵蓋北美、歐洲和亞洲多座城市。
韓國方面，其經紀公司在5月9日宣佈了國內的首場表演，這是與Mnet媒體二度合作為防彈少年團打造的專屬回歸秀《BTS Comeback Show》，於5月24日晚間8時30分通過Mnet有線電視頻道播出，並透過YouTube、Facebook和東南亞最大音樂串流服務平臺Joox進行線上轉播，預計播出90分鐘。而節目中，防彈少年團將會公開《Love Yourself 轉 'Tear'》主打歌、收錄歌曲的表演舞臺，上一張專輯《Love Yourself 承 'Her'》中從未公開過的隱藏版表演也會在這次加碼登場，除此之外，他們也將出演韓國音樂放送節目，以5月25日的KBS2旗下節目《音乐银行》作為在音樂節目的第一場回歸舞臺，正式展開《Love Yourself 轉 'Tear'》的宣傳行程。

## 商業成績
《Love Yourself 轉 'Tear'》的專輯預購在4月18日啟動後率先於美國傳出捷報，在開放預購的第一天便在該國最大的跨國電子商務企業亞馬遜所架設的銷售平臺上獲得雷射唱片與黑膠唱片類別的暢銷排行榜日榜冠軍。在韓國的預購銷售也取得了佳績，此次負責新專輯流通的iRiver唱片公司表示，於18日起開始的《Love Yourself 轉 'Tear'》預購，僅韓國國內零售商所接到的預購訂單最終統計數字已達到150萬2552張的預售紀錄，創下韓國唱片史上最大的預購量。防彈少年團以往的專輯中創下預購最大量是2017年9月發行的迷你專輯《Love Yourself 承 'Her'》，那時的預購量為105萬張，與其相比此次則增長約45萬張。
專輯發行後，在國際的部份以5月19日上午6時為基準，防彈少年團在5月18日下午6時公開的新專輯《Love Yourself 轉 'Tear'》已在美國、英國、澳大利亞、巴西等全世界共65個國家及地區成功在同一個時段登上iTunes專輯排行榜第1名，並分別在iTunes全球專輯榜及歐洲專輯榜均榮登冠軍，主打歌〈Fake Love〉也陸續在52個國家與地區的iTunes歌曲排行榜取得一位、奪得該榜單的全球歌曲榜與歐洲歌曲榜冠軍，而不僅是主打歌獲得佳績，該專輯的其它10首收錄曲也在韓國主要音樂網站排行榜寫下名次成排的紀錄，並全數打進iTunes全球、歐洲、美國的歌曲榜單前20名，以及全數上榜串流媒體音樂服務商Spotify的「全球200大歌曲」。
次週，這張專輯陸續在各國專輯榜單上更新以往韓國專輯最高的名次紀錄，包括空降英國官方榜單公司專輯排行榜第8名，而美國方面《Love Yourself 轉 'Tear'》則以榜首成績亮相於《告示牌》二百大專輯榜，根據尼爾森音樂統計，它實現了總計相當於13.5萬份專輯等價單位，其中10萬份來自實體專輯，數位銷售方面的表現為接近9千份TEA專輯單位及將近2萬6千份的SEA專輯單位，除了是迄今為止在K-Pop中單週銷量最高的專輯，也讓防彈少年團寫下亞洲歌手在該排行榜上新的里程碑，成為第一個坐落《告示牌》二百大專輯榜冠軍之位的亞洲歌手，同時《Love Yourself 轉 'Tear'》也是繼2006年美聲男伶憑藉《真愛再臨》後睽違12年以外語奪冠的專輯，而這項成就獲得了韓國政府的關注，包括該國的外交部、總統文在寅、青瓦臺均在社群網站Twitter上轉發這則訊息，以恭喜他們取得的成就。

## 曲目
| Love Yourself 轉 'Tear' | Love Yourself 轉 'Tear'                                                     | Love Yourself 轉 'Tear'                                                                | Love Yourself 轉 'Tear'                                        | Love Yourself 轉 'Tear'    | Love Yourself 轉 'Tear' |
| 曲序                    | 曲目                                                                        | 词曲                                                                                   | 编曲                                                           | 製作人                     | 时长                    |
| ----------------------- | --------------------------------------------------------------------------- | -------------------------------------------------------------------------------------- | -------------------------------------------------------------- | -------------------------- | ----------------------- |
| 1.                      | Intro：Singularity（V Solo曲）                                              | Charlie J Perry RM                                                                     | Pdogg Slow Rabbit（人聲編曲）                                  | Charlie J Perry            | 3:17                    |
| 2.                      | Fake Love                                                                   | Pdogg Hitman Bang RM                                                                   | Pdogg                                                          | Pdogg                      | 4:02                    |
| 3.                      | The Truth Untold（）（Feat. Steve Aoki(由成員Jin、Jimin、V、Jung Kook演唱） | Steve Aoki Roland Spreckley Jake Torrey Noah Conrad Annika Wells RM Slow Rabbit        | Pdogg Slow Rabbit（人聲編曲）                                  | Steve Aoki                 | 4:02                    |
| 4.                      | 134340                                                                      | Pdogg ADORA Bobby Chung（정바비） RM Martin Luke Brown Orla Gartland SUGA j-hope             | Slow Rabbit（人聲編曲） RM j-hope SUGA（饒舌編曲）             | Pdogg                      | 3:50                    |
| 5.                      | Paradise（）                                                                | Tyler Acord Uzoechi Emenike RM 宋在經（송재경） SUGA j-hope                                  | Slow Rabbit（人聲編曲） RM j-hope SUGA（饒舌編曲）             | Lophiile                   | 3:31                    |
| 6.                      | Love Maze                                                                   | Pdogg Jordan 'DJ Swivel' Young Candace Nicole Sosa RM SUGA j-hope Bobby Chung ADORA    | Slow Rabbit（人聲編曲） RM j-hope SUGA（饒舌編曲）             | Pdogg                      | 3:41                    |
| 7.                      | Magic Shop                                                                  | Jung Kook Hiss noise RM Jordan 'DJ Swivel' Young Candace Nicole Sosa ADORA j-hope SUGA | ADORA Slow Rabbit Pdogg（人聲編曲） RM j-hope SUGA（饒舌編曲） | Jung Kook Hiss noise ADORA | 4:35                    |
| 8.                      | Airplane pt.2                                                               | Pdogg RM Ali Tamposi Liza Owen Roman Campolo Hitman Bang SUGA j-hope                   | Pdogg Slow Rabbit（人聲編曲） Supreme boi（饒舌編曲）          | Pdogg                      | 3:38                    |
| 9.                      | Anpanman                                                                    | Pdogg Supreme Boi Hitman Bang RM SUGA Jinbo（진보）                                        | Pdogg Supreme boi（饒舌編曲）                                  | Pdogg                      | 3:52                    |
| 10.                     | So What                                                                     | Pdogg Hitman Bang ADORA RM SUGA j-hope                                                 | Slow Rabbit（人聲編曲） RM j-hope SUGA（饒舌編曲）             | Pdogg                      | 4:41                    |
| 11.                     | Outro：Tear（由成員RM、SUGA、j-hope演唱）                                   | 慎明秀（신명수） DOCSKIM SUGA RM j-hope                                                      | DOCSKIM（弦樂編曲） RM j-hope SUGA（饒舌編曲）                 | DOCSKIM                    | 4:44                    |
| 总时长：                | 总时长：                                                                    | 总时长：                                                                               | 总时长：                                                       | 总时长：                   | 43:58                   |

## 榜單表現
| 榜單（2018年）                            | 峰值 |
| ----------------------------------------- | ---- |
| 澳大利亞（ARIA專輯榜）                    | 6    |
| 奧地利（奧地利Ö3專輯榜）                  | 5    |
| 比利時法蘭德斯（Ultratop專輯榜）          | 6    |
| 比利時瓦隆（Ultratop專輯榜）              | 18   |
| 加拿大（《告示牌》Canadian Albums Chart） | 2    |
| 捷克（ČNS IFPI專輯榜）                    | 16   |
| 荷蘭（MegaCharts專輯榜）                  | 6    |
| 芬蘭（Suomen virallinen lista專輯榜）     | 4    |
| 法國專輯榜（SNEP）                        | 45   |
| 德國專輯榜（Offizielle Top 100）          | 17   |
| 匈牙利（MAHASZ專輯榜）                    | 23   |
| 愛爾蘭（IRMA專輯榜）                      | 8    |
| 義大利專輯榜（FIMI）                      | 34   |
| 日本熱門專輯榜（日本公告牌）              | 1    |
| 日本專輯榜（Oricon公信榜）                | 3    |
| 紐西蘭專輯榜（RMNZ）                      | 5    |
| 挪威（VG-lista專輯榜）                    | 2    |
| 蘇格蘭（OCC專輯榜）                       | 11   |
| 斯洛伐克專輯榜（ČNS IFPI）                | 32   |
| 韓國專輯榜（Gaon音乐榜）                  | 1    |
| 西班牙專輯榜（PROMUSICAE）                | 20   |
| 瑞典專輯榜（Sverigetopplistan）           | 6    |
| 瑞士（Schweizer Hitparade專輯榜）         | 8    |
| 英國（OCC專輯榜）                         | 8    |
| 美國（《告示牌》二百強專輯榜）            | 1    |
| 美國最佳獨立專輯榜（《告示牌》）          | 1    |
| 美國世界專輯榜（《告示牌》）              | 1    |

| 榜單（2018年）                   | 峰值 |
| -------------------------------- | ---- |
| 比利時專輯榜（Ultratop法蘭德斯） | 103  |
| 荷蘭專輯榜（MegaCharts）         | 83   |
| 愛沙尼亞專輯榜 (Eesti Ekspress)  | 44   |
| 日本專輯榜（Oricon公信榜）       | 18   |
| 墨西哥專輯榜 (AMPROFON)          | 47   |
| 韓國專輯榜（Gaon音樂榜）         | 2    |
| 美國（《告示牌》二百強專輯榜）   | 101  |
| 美國最佳獨立專輯榜（《告示牌》） | 3    |
| 美國頂級專輯銷售榜（BuzzAngle）  | 14   |
| 美國世界專輯榜（《告示牌》）     | 1    |

## 銷售及認證
| 排行榜       | 年份 | 銷量       | 認證   |
| ------------ | ---- | ---------- | ------ |
| Gaon Chart   | 2018 | 1,000,000+ | 百萬   |
| Gaon Chart   | 2019 | 2,000,000+ | 二百萬 |
| 日本唱片協會 | 2018 | 100,000+   | 金     |

| 國家及地區 | 銷量       |
| ---------- | ---------- |
| 中國       | 278,736    |
| 日本       | 192,217+   |
| 韓國       | 2,807,638+ |
| 美國       | 212,953+   |

## 發行歷史
| 發行地區 | 發行日期      | 發行形式         | 廠牌                |
| -------- | ------------- | ---------------- | ------------------- |
|          | 2018年5月18日 | CD、數位音樂下載 | Big Hit娛樂、iRiver |
| 全球     | 2018年5月18日 | 數位音樂下載     | Big Hit娛樂、iRiver |